# Pericyma disjuncta
Pericyma disjuncta är en fjärilsart som beskrevs av Walker 1865. Pericyma disjuncta ingår i släktet Pericyma och familjen nattflyn. Inga underarter finns listade i Catalogue of Life.